# Gustav Mahler
Gustav Mahler (Kalischt, 7 de julho de 1860 – Viena, 18 de maio de 1911) foi um regente e compositor checo-austríaco de origem judaica. Atualmente, Mahler é visto como um dos maiores compositores do período romântico, responsável por estabelecer uma ponte entre a música do século XIX com a do período moderno e por suas grandes sinfonias e ciclo de canções sinfônicas, como, por exemplo, Das Lied von der Erde (A Canção da Terra). É considerado também um exímio orquestrador, por usar combinações de instrumentos e timbres que pudessem expressar suas intenções de forma extremamente criativa, original e profunda. Suas obras (principalmente as sinfonias) são geralmente extensas e com orquestração variada e numerosa. Mahler procura romper os limites da tonalidade, pois que em muitas de suas obras há longos trechos que parecem não estar em tom algum. Outra característica marcante das obras de Mahler é um certo caráter sombrio, algumas vezes ligado ao funesto.

## Biografia

### Primeiros anos
Em 7 de julho de 1860, no pequeno burgo de Kalischt (hoje Kaliště, em checo), na região da Boêmia, numa região que não ficava muito longe da fronteira da Morávia, nasceu Gustav Mahler. Seus pais foram Marien Hermann (1837-1889) e Bernhard Mahler (1827-1889).
O primeiro filho dos Mahler, Isidor, nascido em 1858, sofreu um acidente fatal ainda durante a infância, passando Gustav a ser o mais velho de seus irmãos. Os Mahler tiveram ao todo catorze filhos, contudo oito não chegaram a atingir a fase adulta.
Gustav e sua família eram judeus e faziam parte de uma minoria alemã que vivia na Boêmia. Anos mais tarde, Gustav Mahler lembraria essa condição: "Sou três vezes apátrida! Como natural da Boêmia, na Áustria; como austríaco, na Alemanha; como judeu, no mundo inteiro. Em toda parte um intruso, em nenhum lugar desejado!".
Bernhard, o pai, era estalajadeiro e comerciante de licores, desejava uma posição melhor na vida, e procurava estimular a ambição nos filhos. A mãe, Marie, manca, proveniente de uma família pobre, filha de um fabricante de sabão, havia sofrido várias decepções amorosas durante a juventude. Ela casou-se forçada com Bernhard e procurava contentar-se com aquilo que tinha.
O relacionamento entre os pais de Gustav não era muito bom e a atmosfera do lar era pesada, o que influenciou psicologicamente Gustav pelo resto da vida. O pai de Mahler tinha um caráter violento e costumava maltratar a esposa. Sobre eles, Mahler disse certa vez: "Meus pais se davam como o fogo e a água. Ele era um teimoso; ela, a própria candura. Sem essa aliança, nem eu, nem minha Terceira (sinfonia) existiríamos. Quando eu penso nisso, sempre experimento uma estranha sensação."
Em dezembro de 1861, alguns meses após o nascimento de Gustav, a família mudou-se para Jihlava (Iglau) na Morávia, em busca de uma vida melhor.
Em Jihlava, o exército austríaco era uma presença constante. As marchas e toques de recolher dos soldados ouvidas pelo jovem Gustav marcaram-no bastante, a tal ponto de ter feito uso destes elementos em suas composições.
Gustav Mahler ficou conhecido por utilizar diversas melodias pertencentes ao universo da música popular tradicional europeia em várias obras suas, criando assim estruturas e melodias musicais únicas.

### Formação musical
Gustav Mahler teve as suas primeiras lições musicais ao piano, em 1866, quando tinha 6 anos de idade. Seu primeiro professor foi um mestre-capela do teatro de Jihlava, conhecido como Viktorin. Em 1869, ele passou a ter lições de piano com um pianista chamado Brosch.
Em 13 de outubro de 1870, Gustav Mahler deu o seu primeiro recital em público, em Jihlava.
Em 1871, Mahler começou a estudar no Gymnasium de Praga e hospedou-se na casa dos pais de Alfred e Heinrich Grünfeld, futuros músicos.  Foi um duro período de maus tratos e humilhações e seu pai, depois de tomar conhecimento da situação insustentável do filho na casa da família Grünfeld, resolveu trazê-lo de volta para Jihlava, em Março de 1872. Em Jihlava as lições musicais prosseguiram. Gustav também lia bastante e para isso contou com a ajuda do pai, que possuía uma boa biblioteca.
Em 1875, durante uma audição, o professor de piano do Conservatório de Viena, Julius Epstein (1832-1926), exclamou: Gustav é um músico nato… É impossível que eu esteja errado. Em 20 de setembro de 1875, aos 15 anos, Gustav Mahler ingressou no Conservatório de Viena, onde permaneceu por três anos. Por essa época, ele também começou a escrever uma ópera, chamada Herzog Ernst von Schwaben.
No conservatório, Gustav teve aulas de piano com Epstein, de composição com Franz Krenn (1816-1897) e de harmonia com Robert Fuchs (1847-1925). O diretor do conservatório era Joseph Hellmesberger (1828-1893), 47 anos, regente, violonista, considerado personagem pitoresco, fundador de um famoso quarteto de cordas e antissemita.
Entre os colegas de Mahler no conservatório estavam Hugo Wolf, Hans Rott e Rudolf Krzyzanowski, que se tornaria seu amigo mais íntimo neste período. Todos eles eram pobres, contudo Mahler conseguia arrecadar um pouco mais de dinheiro porque trabalhava como professor de música e recebia mantimentos e roupas de seus pais. Mesmo assim, precisou pedir em 1876 ao conservatório uma isenção do pagamento da mensalidade anual. Julius Epstein apoiou Gustav e este pagou apenas metade do valor. Epstein continuou a ajudar Mahler e lhe arrumou mais alunos para piano, chegando inclusive a indicar o próprio filho.
Em 1876, Gustav recebeu vários prêmios de composição e piano. Em 10 de julho, em Viena, executou o seu Quinteto para Piano e em 12 de setembro apresentou a sua Sonata para Violino, em Jihlava.

### A amizade com Bruckner

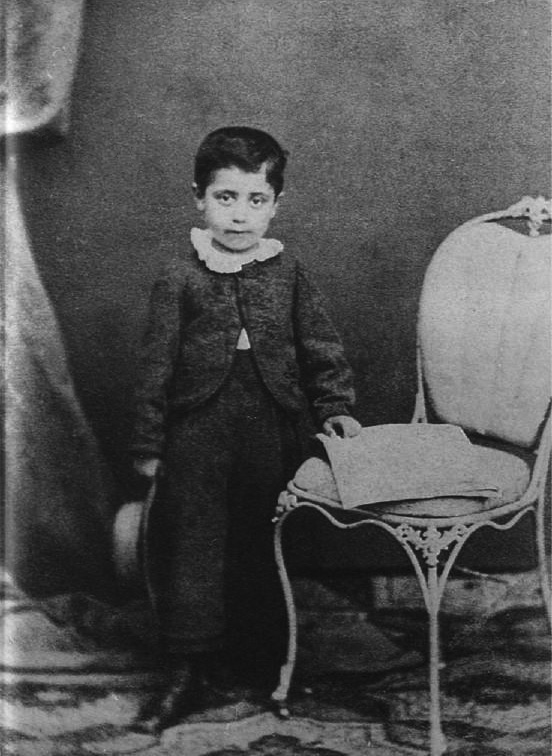
Foto tirada em sua infância, (c.1866)

Por volta de 1876, Richard Wagner (1813-1883) encontrava-se em um dos pontos mais altos da carreira, e ao mesmo tempo Anton Bruckner (1824-1896) começava a chamar a atenção. Em evidência estava também a figura de Johannes Brahms (1833-1897) que era levada por seus fãs a chocar-se contra as outras duas personagens.
Gustav e seus amigos do conservatório tinham grande admiração por Bruckner. Bruckner, que na época tinha 52 anos, era receptivo aos jovens e costumava ir aos concertos com eles. A amizade e admiração que Mahler teve por Bruckner fez com que muitos tivessem imaginado que este teria sido aluno daquele na universidade, o que não ocorreu, ainda que Mahler tivesse se matriculado em vários cursos só para poder ouvir as conferências de Bruckner.
Sobre seu relacionamento com Bruckner, Mahler escreveu em 1902:
Nunca fui aluno de Bruckner. Todos pensavam que estudei com ele porque em meus dias de estudante em Viena era visto frequentemente em sua companhia e por isso me incluíam entre seus primeiros discípulos. A disposição feliz de Bruckner e sua natureza infantil e confiante fizeram do nosso relacionamento uma amizade franca, espontânea. Naturalmente, a compreensão que obtive então de seus ideais não pode ter deixado de influenciar meu desenvolvimento como artista e como homem.
Em 16 de dezembro de 1877 a Orquestra Filarmônica de Viena executou a segunda versão da Terceira Sinfonia de Bruckner, sob sua própria regência. A apresentação não foi bem recebida pelo público e muitas pessoas chegaram até a deixar o recinto antes do final. A admiração de Mahler e seu amigo Rudolf Krzyzanowski serviu de consolo para Bruckner, que lhes confiou depois o trabalho de escrever um arranjo da sinfonia para dois pianos. Julius Epstein supervisionou os estudantes, e em 1878 foi publicado. Bruckner ficou contente e em reconhecimento presenteou Mahler com o manuscrito da segunda versão.

### A carreira de regente
Em Julho de 1878, então com 18 anos, Gustav Mahler obteve o diploma do Conservatório de Viena, após um período que pode ser considerado bem-sucedido, tendo em vista os prêmios que recebeu durante sua estada. No mesmo ano, matriculou-se em Jihlava. Dividiu seu tempo a dar aulas de piano, e começou a escrever a letra de uma cantata chamada Das klagende Lied (A Canção do Lamento). No Outono de 1878 retornou à Viena para assistir a aulas de Filosofia e História da Pintura na universidade.
Em 1879, trabalhou como professor de piano na Hungria e em Viena.
Em junho de 1880, Mahler decidiu trabalhar por três meses como maestro do teatro de Hall, estação de águas da Alta Áustria, onde dirigiu farsas e operetas. Mahler não tinha demonstrado anteriormente desejo em tornar-se regente. Alguns esperavam que ele se tornasse pianista, por causa de seu ótimo desempenho, principalmente em obras de Beethoven e Bach.
O trabalho no teatro Hall era modesto e a Mahler era confiada também outras tarefas, como por exemplo, fazer a faxina do fosso da orquestra, após o espetáculo.
Em setembro ele saiu do emprego e foi para Viena. Em 1 de novembro, terminou sua cantata Das Klagende Lied.
Em 1881, com 21 anos, inscreveu-se para o Prêmio Beethoven, que oferecia 500 florins e fora instituído pela Sociedade dos Amigos da Música (Gesellschaft der Musikfreunden). Podiam participar do concurso alunos e ex-alunos do Conservatório. O júri contava com Hans Richter, Carl Goldmark e Brahms. Mahler disputou com a cantata Das klagende Lied, uma obra dramática, influenciada pelo romantismo fantástico alemão, que tinha escrito com entusiasmo, mas perdeu.
Ainda em 1881, trabalhou como regente em Laibach e em 1882 em Jihlava. Em janeiro de 1883, recebeu um telegrama que convidou-o a reger em Olmültz, na Morávia, em substituição a um maestro que havia falecido. Em Olmültz inicia-se de fato a carreira de Mahler como maestro.
As condições de trabalho em Olmültz eram muito ruins e o jovem regente era obrigado a improvisar. Seu ótimo desempenho e peculiar forma em dirigir chamou a atenção.
Em setembro de 1883 Gustav assumiu o cargo de regente substituto do Teatro da Corte em Kassel e ficou em Kassel até abril de 1885.
Em seguida, foi regente em Praga (1885-1886) e em Leipzig (outono de 1886 a maio de 1888).
Enquanto esteve em Praga, notabilizou-se pela ótima interpretação das óperas de Mozart e Wagner.
Em setembro de 1888, Mahler assumiu o posto de diretor da Ópera Real de Budapeste, onde teve grande liberdade para trabalhar, além da responsabilidade de salvar a companhia da falência.
Seu trabalho com a Ópera Real foi coroado de êxito e ele mostrou ser, além de grande regente, um excelente administrador. Tanto o público como os lucros da companhia aumentaram. Em janeiro de 1891, Brahms teria assistido a uma apresentação de Don Giovanni, de Mozart e dito que nunca antes assistira a um espetáculo de nível tão elevado.
Por essa época Mahler estudou com afinco Literatura e Filosofia, para completar a sua formação intelectual. Entre os autores lidos por ele constam Fiódor Dostoiévski, Jean Paul e Nietzsche. Ele também estudara a coleção de poemas folclóricos Des Knaben Wunderhorn (A Cornucópia do Menino).

### Viena
Em 14 de Março de 1891, devido a diferenças no trabalho, Mahler pediu a demissão em Budapeste. Em 29 de Março do mesmo ano, assumiu como regente titular do Teatro Municipal de Hamburgo, onde permaneceu por seis anos. Durante a época em que esteve em Hamburgo, a partir de 1894, começou a ter como assistente um jovem chamado Bruno Walter, que anos mais tarde notabilizar-se-ia como um grande regente e um dos melhores intérpretes das suas obras.
Por essa época, Mahler planejava obter um emprego na Ópera da Corte de Viena. Visitava o influente Brahms várias vezes em busca de apoio. Infelizmente, havia um sentimento de que não católicos e, principalmente, judeus não deviam ocupar cargos na Ópera de Viena. Em 1897, Mahler, que não era um judeu praticante, converteu-se ao Catolicismo. Além de ser conveniente para sua ascensão profissional, o Cristianismo atraía Mahler pelo fato de oferecer uma promessa de redenção, após uma fase de sofrimentos.
Em 1 de maio, com 37 anos, Gustav foi nomeado Kapellmeister da Ópera da Corte de Viena. Em 13 de julho tornou-se subdiretor e em 8 de outubro diretor. Em Viena teve início a parte mais prestigiosa e mais importante da sua carreira.

### Da Europa para os Estados Unidos
Durante 10 anos, Mahler permaneceu em Viena onde passou a ser considerado um grande perfeccionista.
Durante os ensaios, mesmo quando os músicos tinham desempenhos brilhantes, ele exigia mais, o que algumas vezes gerava tensão. Mahler costumava dizer: tradição é desordem… No plano humano faço todas as concessões; no plano artístico, nenhuma. Não posso suportar os que se desleixam, só os que exageram me interessam. Essa maneira de ser fez com que ganhasse tantos admiradores, quanto inimigos.
Ele dirigia a Ópera de Viena durante nove meses por ano, e passava as férias compondo, a maior parte em Maiernigg, onde tinha uma pequena casa em Wörthersee. Nesse local ele compôs as sinfonias 4, 5, 6, 7 e 8, mais as cinco canções do Rückert-Lieder, ou Kindertotenlieder (Canções das Crianças Mortas), e as últimas canções dos textos de Des Knaben Wunderhorn (A Cornucópia do Menino), intituladas Der Tambourg'sell.
Em 7 de novembro de 1901, Mahler conheceu a filha do pintor Emil Schindler, Alma Schindler (1879-1964), que era cerca de 20 anos mais nova. Em 9 de Março de 1902 os dois se casaram.
O casal Mahler teve duas filhas, Anna (1904-1988) que depois se tornou escultora, e Maria Anna (1902-1907) que morreu de difteria em 1907. Neste mesmo ano, Mahler descobriu que tinha uma doença cardíaca (infective endocarditis) e perdeu o emprego na Ópera.
Sua demissão foi em parte provocada pela reação da imprensa antissemita, principalmente após uma tentativa fracassada de promover a sua música. Em sua época, a Quarta Sinfonia chegou até a ser bem recebida por algumas pessoas, mesmo assim, Mahler nunca foi um grande sucesso. Ele teve um pouco mais de reconhecimento somente após a execução da Oitava Sinfonia, em 1910. As obras que escreveu depois não chegaram a ser executadas enquanto esteve vivo.
Depois que saiu da Ópera de Viena, Mahler aceitou um convite para dirigir a Ópera Metropolitana de Nova Iorque (Metropolitan Opera). Em 21 de dezembro de 1907 ele chegou a Nova Iorque. Sua estreia na Metropolitana ocorreu em 1 de janeiro de 1908 com "Tristão e Isolda". Nessa época Mahler tinha 48 anos.
Gustav Mahler dirigiu o Metropolitan durante a temporada de 1908 e só foi deixado de lado em favor de Arturo Toscanini. Durante as férias, como de costume, ele trabalhava em suas composições. No verão de 1908, em Toblach Mahler terminou Das Lied von der Erde (A Canção da Terra).

### Últimos anos
Em 1909 Mahler desligou-se do Metropolitan e aceitou contrato de três anos com a recém-organizada Filarmônica de Nova Iorque (New York Philharmonic Orchestra). No verão, de volta à Europa, posou para o artista Rodin em Paris.
Em 1910 terminou a Nona Sinfonia (seu último trabalho completo) e começou a escrever a Décima.
Nesse ano, sua esposa Alma precipitou uma crise conjugal ao fazer amizade com Walter Gropius. Em Leyden, Mahler teve uma consulta com o psicanalista Sigmund Freud.
De volta à América, em fevereiro de 1911, Mahler ficou extremamente doente. O médico da família, Joseph Fränkel, em Nova Iorque, diagnosticou uma infecção estreptocócica. Por sugestão do médico, no começo de abril, Mahler partiu para Paris para consultar um bacteriologista. Nessa época Paris, em virtude das descobertas de Louis Pasteur era um centro de referência para o estudo de moléstias de origem bacteriológica.
Por um breve período, Mahler teve uma pequena melhora e chegou até a planejar uma viagem para o Egito. Contudo, ele não conseguiu se recuperar. Um médico especialista em hematologia sugeriu que Mahler fosse internado em Viena e para lá ele foi levado.
A 18 de maio de 1911, com 50 anos e 46 semanas, Gustav Mahler morreu em Viena, então capital do Império Austro-Húngaro, de uma infecção estreptocócica do sangue. Suas últimas palavras foram: Minha Almschi (uma referência a sua esposa Alma, literalmente traduzido, Minha Alminha) e "Mozart". Como Beethoven, morreu durante uma trovoada. Ele foi sepultado em Viena, no Cemitério Grinzinger, ao lado da filha Maria, conforme revelou antes de partir.

## O legado de Mahler
Em certos aspectos Mahler foi para a música do século XX, aquilo que Haydn representou para a geração de músicos que lhe sucederam. As composições de Mahler tiveram um grande impacto em compositores como Schönberg, Webern, e Berg, e em maestros como Bruno Walter e Otto Klemperer. Esses dois trabalharam com Mahler e foram ajudados por ele em suas carreiras, e mais tarde ajudaram a difundir a música de Mahler pela América, onde esta influenciaria a composição das músicas para os filmes de Hollywood.
Mahler também influenciou Erich Korngold e Richard Strauss, e as primeiras sinfonias de Havergal Brian.
Entre as inovações introduzidas por Mahler estão o uso de melodias com grandes implicações para a harmonia, a combinação expressiva de instrumentos, em grande e pequena escala e combinação da voz e do coral à forma sinfônica.
Além de compositor, Mahler foi também um grande maestro e suas técnicas de regência sobrevivem até os dias de hoje.
Em sua época Mahler encontrou dificuldades em ver seu trabalho aceito. Por bastante tempo ele ficou mais conhecido por suas excepcionais habilidades como maestro de orquestra do que como compositor. Porém, ele confiava em seu talento e dizia: Meu tempo há de chegar! E de fato, seu tempo chegou, na metade do século XX, pelas mãos de uma geração de regentes e admiradores que o conheceram, como o norte-americano Leonard Bernstein. Em pouco tempo, ciclos completos das sinfonias de Gustav Mahler foram gravados e suas obras foram executadas por muitas orquestras importantes.
Atualmente entre os maiores e mais conhecidos intérpretes de Mahler estão: Pierre Boulez, Riccardo Chailly, Claudio Abbado, Bernard Haitink, Simon Rattle, Michael Tilson Thomas, Zubin Mehta, Markus Stenz e Benjamin Zander.

## Conjunto da obra
Gustav Mahler inicialmente seguiu a tradição dos músicos alemães, encabeçada por Johann Sebastian Bach e pela "Escola de Viena" de Haydn, Mozart, Beethoven e Schubert, e que ainda incorporaria uma geração de compositores românticos, tais como Schumann e Mendelssohn. Entretanto, a influência decisiva em seu trabalho veio de Richard Wagner, quem, segundo suas palavras, era o único compositor que realmente tinha o desenvolvimento (ver forma-sonata) em suas músicas, depois de Beethoven.
O conjunto de seu trabalho artístico é formado basicamente de canções (ou lied), 9 sinfonias completas (Mahler chegou a trabalhar numa décima, mas não conseguiu terminá-la) e um poema sinfônico. As sinfonias são as obras que mais se destacam em sua produção artística.
A música de Mahler é bastante pessoal e reflete muito da personalidade e vida do autor. Suas sinfonias são temáticas e são influenciadas pela literatura. As sinfonias são complexas, enormes, tanto na duração, quanto na quantidade de músicos necessários para sua execução. Mahler costumava dizer que suas sinfonias deviam representar o mundo. De maneira parecida com a nona sinfonia de Beethoven, a voz humana é usada nas sinfonias números 2, 3, 4 e 8. Sua sinfonia número 8 requer mais de mil músicos, entre orquestra, solistas e um coral imenso.
Mahler costuma usar melodias folclóricas, marchas, e instrumentos, como trompete, que lembram a música militar, suas sinfonias são muito coloridas, com alternâncias rápidas e inesperadas de notas altas e baixas, sons fortes e fracos, momentos de tragédia, de triunfo, e de paz e extrema beleza. A orquestração é original e o uso que faz dos instrumentos definem um som mahleriano inconfundível.
A morte é o tema presente em sua obra. Passagens alegres dão lugar a outras trágicas e de desespero, que refletem a vida atribulada do próprio compositor. Mahler não teve uma infância fácil, seu pai batia na mulher, viu o irmão querido morrer, seus pais morreram mais ou menos logo, e ele viu-se na condição de chefe da família e responsável pelo sustento dos outros irmãos mais novos. Mesmo após tornar-se adulto e ser independente, a vida não foi fácil. O espectro da morte pairava sobre Mahler, pois ele, da mesma forma como a mãe, sofria de problemas cardíacos; sua filha morreu em 1907; era apaixonado pela esposa, Alma, contudo está o traía.
Apesar de a tragédia ou a morte estarem sempre presente, não se pode dizer que a obra de Mahler seja pessimista. De todas as suas sinfonias completas, apenas uma (a sexta) termina realmente mal, com a morte do herói sinfônico, e mesmo assim, de forma bastante heroica, no melhor estilo das grandes tragédias gregas. Algumas passagens, como o Adagietto da sinfonia n.º 5, ou o tema Alma da sinfonia n.º 6 são muito belas.
Gustav Mahler foi também o prenúncio de uma nova era da história da música, em que as composições passariam a ser atonais. Músicos famosos, dessa nova era, e que lhe sucederam, como Alban Berg e Arnold Schönberg mostrariam respeito e admiração pelo músico. Schönberg escreveu sobre Mahler: Em vez de perder-me em palavras, talvez fosse melhor dizer logo: acredito firmemente que Gustav Mahler foi um dos maiores homens e dos maiores artistas que jamais existiram.
As sinfonias de Mahler costumam ser divididas em três períodos. As sinfonias do primeiro período são conhecidas como sinfonias Wunderhorn e abrangem as sinfonias números 2, 3 e 4. Elas têm esse nome porque têm vínculos com a música feita por Mahler para os poemas conhecidos como Das Knaben Wunderhorn (A Maravilhosa Cornucópia do Rapaz). Pode-se dizer que elas representam a busca de Mahler por uma fé firme e ao mesmo tempo uma busca para suas respostas sobre a existência.
A sinfonia n.º 1 usa elementos do Lieder Eines Fahrenden Gesellen (Canções de um Viajante Errante) e de Das klagende Lied (A Canção da Lamentação). É puramente instrumental e também tem certa relação com Das Knaben Wunderhorn, ainda que de maneira mais indireta.
As sinfonias do segundo período: 5, 6 e 7, costumam ser chamadas de sinfonias Rückert. Elas têm esse nome porque a composição delas foi influenciada pela musicalização que Mahler fez para os poemas de Friedrich Rückert (1788-1866). Elas são puramente instrumentais e as mais trágicas do ciclo sinfônico.
O último período não tem nome e abrange as últimas obras do artista: as sinfonias 8, 9 e a inacabada 10, além da sinfonia canção Das Lied von der Erde (A Canção da Terra). A voz humana é usada em grande parte na sinfonia 8, e ela costuma ser chamada às vezes de sinfonia coral.
As sinfonias 9 e 10 são instrumentais, e o poema sinfônico Das Lied von der Erde (A Canção da Terra) é cantado. Existe um certo mistério em torno dela. A princípio era para ser sinfonia número 9, mas por superstição Mahler preferiu que fosse conhecida como um poema sinfônico.

## Principais obras

### Sinfonias
- Sinfonia n.º 1 (ré maior), Titã (1884–1888)
- Sinfonia n.º 2 (dó menor, termina em mi bemol maior), Ressurreição(1888–1894)
- Sinfonia n.º 3 (ré menor) (1895–1896)
- Sinfonia n.º 4 (sol maior, termina em mi maior), 1899–1901)
- Sinfonia n.º 5 (dó#menor, termina em ré maior), (1901–1902)
- Sinfonia n.º 6 (la menor), Trágica(1903–1904)
- Sinfonia n.º 7 (mi menor, termina em dó maior), Canção da Noite(1904–1905) (Subtitulo não atribuído por Mahler)
- Sinfonia n.º 8 (mi bemol maior), Sinfonia dos Mil(1906) (subtítulo de que Mahler não gostava)
- Sinfonia n.º 9 (ré maior, termina em ré bemol maior)1909–1910)
- Sinfonia n.º 10 (fa#menor, termina em fa#maior)1910–1911, incompleta, Adagio e Purgatório preparados para apresentação por Ernst Krenek (1924), versões completas por Deryck Cooke (1960, 1964, 1975), Clinton Carpenter (1966), Joseph Wheeler (1948–1965), Remo Mazzetti, Jr. (1989), Rudolf Barshai (2000), e Nicola Samale/Giuseppe Mazzucca (2002). Muitos maestros célebres se recusaram a interpretar a sinfonia completa, entre eles Bruno Walter e Leonard Bernstein.

### Ciclos de canções, coleções e outros trabalhos vocais
- Das Klagende Lied 1880
- Drei Lieder (três canções para tenor e piano, 1880)
- Lieder und Gesänge aus der Jugendzeit (14 canções para piano com acompanhamento, 1880–1890)
- Lieder eines fahrenden Gesellen (para voz com piano ou acompanhamento orquestral, 1883–1885)
- Lieder aus "Des Knaben Wunderhorn" (para voz e orquestra, 1892–1896, mais dois em 1899 e 1901)
- Rückert Lieder (para voz com piano ou acompanhamento orquestral, 1901–1902)
- Kindertotenlieder (para voz e orquestra, 1901–1904)
- Das Lied von der Erde, (1907–1909)

## Filmes

### Sobre o compositor
- 1974 - Mahler[6][7]
- 2001 - Paixões ao vento (Bride of the Wind)[8][9]
- 2010 - Mahler no Divã (Mahler auf der Couch)[10][11]

### Trilha sonora
- 1992, 1993 - O óleo de Lorenzo (Lorenzo's Oil)[12]
- 1974 - O Jogador (The Gambler) IMDB
- 1971 - Morte em Veneza (Morte a Venezia)[13][14]
- 1982 - Legend of the Galactic Heroes (Lenda dos Heróis Galáticos)
- 1998 - Star Trek: Voyager, episódio: Counterpoint
- 2008 - Centopeia (filme)
- 2010 - Shutter Island (A Ilha do Medo)